# Шалдар
Шалда́р (каз. Шалдар) — село у складі району Байдібека Туркестанської області Казахстану. Адміністративний центр Бугунського сільського округу.
Населення — 2212 осіб (2021; 1307 у 2009, 1465 у 1999, 1910 у 1989).